# Patrick Murphy (ciclista)
James Patrick "Pat" Murphy (nascido em 7 de novembro de 1933) é um ex-ciclista canadense. Ele representou o Canadá nos Jogos Olímpicos de Verão de 1956, em Melbourne.